# آدم كلارك (لاعب كريكت)
آدم كلارك (10 نوفمبر 1981 - ) (بالإنجليزية: Adam Clarke)‏ هو لاعب كريكت بريطاني.

## وصلات خارجية
- آدم كلارك على موقع إي آس بي آن كريك إنفو (الإنجليزية)